# Naustasaiva
Naustasaiva är en sjö i Jokkmokks kommun i Lappland och ingår i Luleälvens huvudavrinningsområde. Sjön har en area på 0,167 kvadratkilometer och ligger 459 meter över havet. Naustasaiva ligger i Udtja Natura 2000-område.

## Delavrinningsområde
Naustasaiva ingår i det delavrinningsområde (736834-165554) som SMHI kallar för Utloppet av Naustajaure. Medelhöjden är 525 meter över havet och ytan är 66,14 kvadratkilometer. Det finns ett avrinningsområde uppströms, och räknas det in blir den ackumulerade arean 93,64 kvadratkilometer. Naustajåkkå som avvattnar avrinningsområdet har biflödesordning 5, vilket innebär att vattnet flödar genom totalt 5 vattendrag innan det når havet efter 256 kilometer. Avrinningsområdet består mestadels av skog (68 procent) och sankmarker (20 procent). Avrinningsområdet har 7,76 kvadratkilometer vattenytor vilket ger det en sjöprocent på 11,7 procent.